# Collège de Bourbon

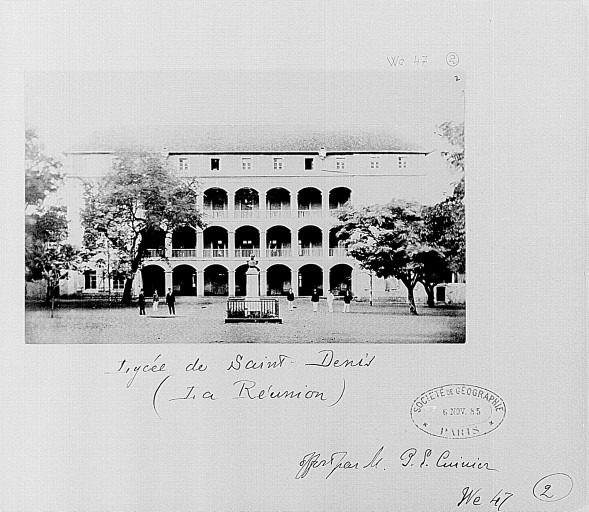
Le bâtiment accueillant le collège de Bourbon peu avant 1885.

Le collège de Bourbon, souvent appelé collège Bourbon, est un collège situé dans le centre-ville de Saint-Denis de l'île de La Réunion, un département d'outre-mer français dans l'océan Indien.

## Historique
Il a été inauguré le 7 janvier 1819 par Pierre Bernard Milius, alors gouverneur de Bourbon, sous le nom de collège royal de Bourbon. Il a longtemps été le seul établissement d'enseignement secondaire de la colonie de peuplement. En 1848, il devient Lycée de l’île de La Réunion, Lycée Colonial en 1849 puis Lycée Impérial en 1853 sous le Second Empire. En 1873, sous la présidence de Mac Mahon, il devient Le Lycée de Saint-Denis et en 1897 prend le nom de Lycée Leconte de Lisle. En 1968, le second cycle déménage et le lycée devient  Collège de Bourbon.
En 1845, l'ancien élève Théodore Drouhet crée son propre établissement École Joinville qui fait concurrence au Collège de Bourbon. L'administration coloniale lui propose alors le poste de proviseur du collège afin de mettre un terme au conflit. Il deviendra proviseur jusqu'en 1869.

## Personnes notables

### Fondateur
Josselin Jean Maingard: "En 1863, un monument, dont le buste fut fait par Dantan jeune, a été érigé avec solennité dans la cour d'honneur du lycée, par la colonie reconnaissante, à la mémoire de Josselin Jean Maingard, colonel d'artillerie, comme fondateur du lycée de l'île de la Réunion"

### Anciens professeurs
- Gustave Oelsner-Monmerqué (1814-1854) ;
- Lougnon, fonction de Proviseur[réf. nécessaire] ;
- Cresta, fonction de Censeur[réf. nécessaire] ;
- Savin, fonction de Surveillant Général[réf. nécessaire].

### Anciens élèves
(Liste non-exhaustive, classée par année de naissance).
- Leconte de Lisle (1818-1894), poète français[3] ;
- Léon Dierx (1838-1912), poète et peintre français ;
- Lucien Lacaze (1860-1955), amiral et personnalité politique français ;
- Joseph Bédier (1864-1938), philologue romaniste français ;
- Georges Fourcade (1884-1962), chanteur en langue créole et musicien français ;
- Raphaël Barquissau (1888-1961), professeur, écrivain et historien français ;
- Raymond Barre (1924-2007), économiste et homme d'État français[3] ;
- Jacques Vergès (1924-2013), avocat, militant politique et écrivain français[3] ;
- Malik Unia (1965-), pilote de rallye français[4] ;
- Manu Payet (1975-), humoriste, acteur, réalisateur, scénariste et animateur de radio et de télévision français ;
- Emmanuelle Payet (1986-), judokate française.